# Asplenium boltonii
Asplenium boltonii là một loài dương xỉ trong họ Aspleniaceae. Loài này được Hook. ex Schelpe mô tả khoa học đầu tiên năm 1867.